# Pilonycteris celebensis
Pilonycteris celebensis är en däggdjursart som beskrevs av Knud Andersen 1907. Pilonycteris celebensis är ensam i släktet Pilonycteris som ingår i familjen flyghundar. Inga underarter finns listade.

## Utseende
Arten är jämförd med andra flyghundar av samma släkte som lever på Sulawesi störst och den har en robustare skalle. Pälsen har främst en brun eller blek gulbrun färg. Kring axlarna förekommer en orange krage eller mantel och buken kan vara något ljusare. Låren är bra täckta med päls och på flygmembranen förekommer flera glest fördelade hår. Pilonycteris celebensis är med svans 61 till 97 mm lång, svanslängden är 17 till 34 mm, underarmarna är 31 till 44 mm långa, bakfötternas längd är 14 till 27 mm och öronen är 11 till 26 mm stora.

## Utbredning och ekologi
Denna flyghund förekommer på Sulawesi och på mindre öar i samma region. Arten når i bergstrakter 1400 meter över havet. Habitatet utgörs av skogar och trädgårdar. Individerna vilar i grottor. Exemplaren är aktiva mellan skymningen och gryningen. Födan utgörs främst av frukter och troligtvis av blommor. Antagligen är flyghunden viktig för växternas fröspridning. Dräktiga honor och honor med aktiva spenar hittades i november.

## Hot
Beståndet påverkas regionalt av skogsröjningar. Några exemplar dödas för köttets skull. IUCN kategoriserar arten globalt som livskraftig.